# 带式烘干机
带式烘干机是工业烘干机的一种，是一种连续式烘干系统，是利用空气、惰性气体或烟道气对木片、颗粒、糊状物、模塑料和板材进行连续干燥和冷却的设备。它通过传送带将物料带入不同的温度和气流区域进行干燥。这种烘干机在多个行业中广泛应用，用于从大批量材料中去除水分。

## 工作原理
带式烘干机的工作原理是相对简单但效率高的。以下是其工作机制的详细说明：
1. 物料喂入：首先，湿润或含水的物料被均匀地铺设在传送带上。这可以通过手动或自动系统完成，具体取决于烘干机的规模和设计。
2. 传送系统：物料在传送带上穿过烘干机。传送带的速度可以根据所需的烘干时间和温度来调整，确保物料均匀干燥。
3. 加热和风干区域：传送带将物料带入一个或多个加热和风干区域。在这些区域中，通过热空气或辐射加热来去除物料中的水分。温度和风速可以根据不同物料的特性进行调整。
4. 水分蒸发：在加热区域，物料中的水分蒸发，并通过空气流或排风系统排出烘干机。
5. 冷却区域（如果适用）：在某些应用中，物料在离开加热区后会进入冷却区域，以降低其温度，使其适合包装或进一步处理。
6. 收集处理后物料：烘干后的物料在传送带的末端被收集，用于包装、储存或直接用于下一步工序。

通过这种方式，带式烘干机能够连续地处理大量物料，同时保持能源效率和产品质量。带式烘干机非常适合干燥几乎所有不流动的产品以及需要较低吞吐量的颗粒状产品。

## 设计特点
带式烘干机/带式冷却器采用模块化系统设计。每台带式烘干机由进料斗、输送带和出料端组成。可以构造不同类型的烘干机，例如
- 单层带式烘干机
- 多层带式烘干机

### 通风选项
一般有两种方式的气体流动模式。干燥空气可以流动，根据处理过程，要么通过或越过产品。 

### 热源
热交换器：
- 这些通常用于有生物质热源的应用，例如用于生产热水的木片锅炉或有蒸汽热源的情况。

燃油或燃气燃烧器：
- 如果需要单独的热源，可以使用带有柴油、煤油、液化石油气或天然气燃烧器的直燃炉。或者，如果需要，可以使用具有相同燃烧器的热交换器进行间接加热。

## 典型应用
带式烘干机主要用于以下行业：
- 生物质
- 造粒
- 化学工业
- 医药行业
- 食品和饲料工业
- 非金属矿产业
- 塑料行业
- 木材工业
- 陶瓷行业